# آنتم (ویرجینیای غربی)
آنتم (به انگلیسی: Anthem) یک منطقهٔ مسکونی در ایالات متحده آمریکا است که در شهرستان وتزل، ویرجینیای غربی واقع شده است. آنتم ۳۴۸٫۰۹ متر بالاتر از سطح دریا واقع شده است.